# Graffito des Esmet-Achom

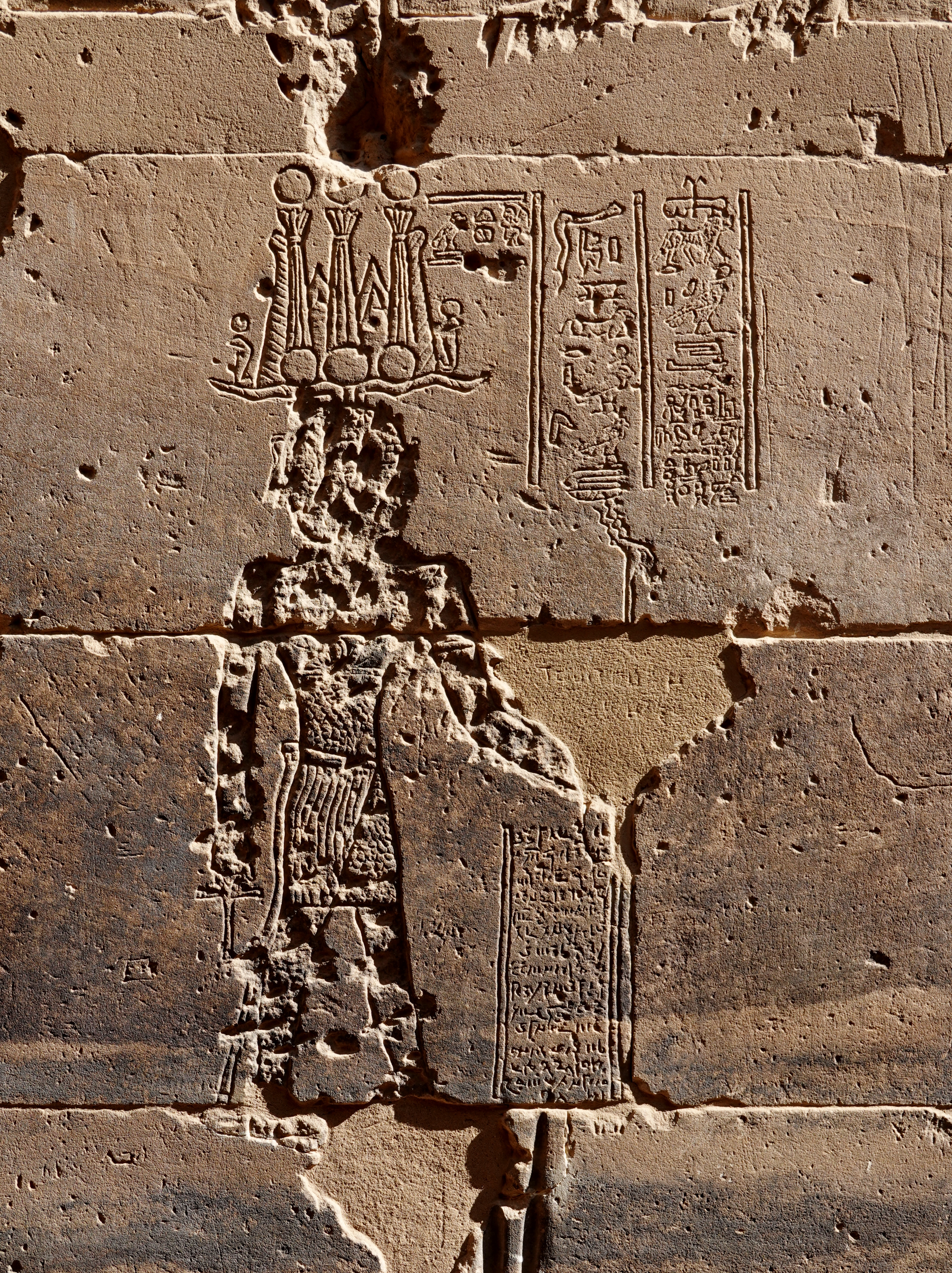
Graffito an der nördlichen Innenwand des Hadrianstors

Das Graffito des Esmet-Achom (oder Philae 436) beinhaltet die letzte datierbare Inschrift in ägyptischen Hieroglyphen. Es befindet sich an der nördlichen Innenwand des Hadrianstors (auch Hadrian-Bastion), erbaut neben der Westseite des Isis-Tempels auf der Insel Philae in Ägypten. Nach der Versetzung der gesamten Tempelanlage stehen die Reste des Tores heute auf der Insel Agilkia.
Dargestellt ist der nubische Gott Mandulis, neben dem zwei Inschriften in den Stein graviert wurden. Rechts seines bekrönten Kopfes befindet sich eine Hieroglypheninschrift in drei Kolumnen, während rechts unterhalb seines vorgestreckten Armes eine demotische Inschrift das Fest zum Geburtstag des Gottes Osiris im Jahr 110 nach dem Regierungsantritt des römischen Kaisers Diokletian 284 n. Chr. angibt. Daraus ergibt sich der 24. August des Jahres 394 n. Chr. als Datum der Anbringung des Graffito. Obwohl es noch einige spätere demotische Texte auf der Insel gibt, ist dies der letzte Text, der den Gott Osiris explizit erwähnt.

## Historischer Kontext

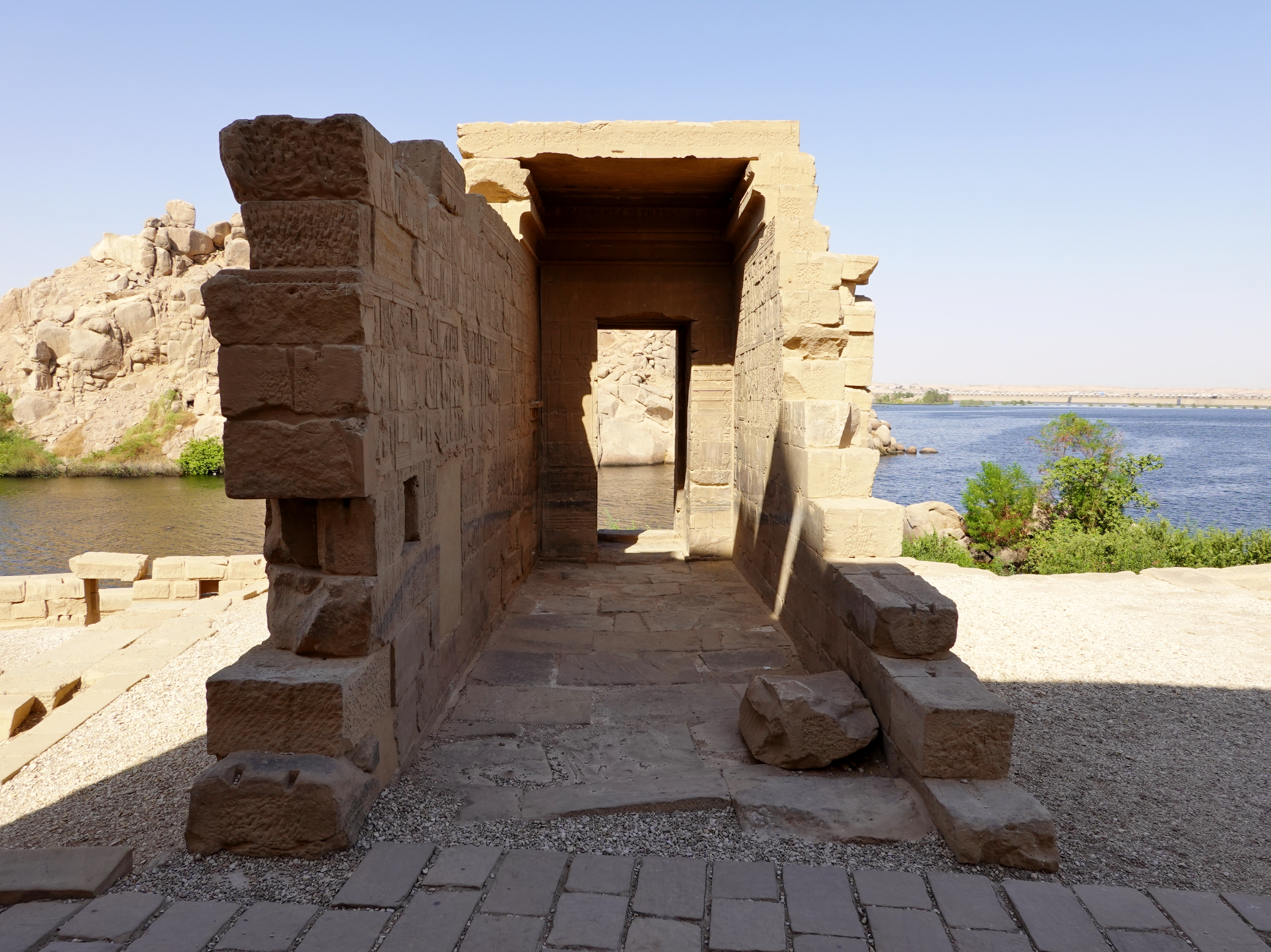
Hadrianstor von Philae

Im Jahr 392 n. Chr. befahl Kaiser Theodosius I., der das Christentum im Römischen Reich faktisch zur alleinigen Staatsreligion erhob, durch Edikt die Schließung aller Tempel Ägyptens. Obwohl sich seit dem 4. Jahrhundert auch bei Philae eine christliche Gemeinde befand, blieb der Tempel der Isis jedoch aus politischen Gründen bis etwa 535 n. Chr. bestehen.
Erst zwischen 535 und 537 ließ der byzantinische Kaiser Justinian I. den Tempel gewaltsam schließen, obwohl die nubischen Blemmyer noch immer an der Verehrung des Heiligtums festhielten. Der rückwärtige Bereich des Säulenraumes wurde um 553 dem Heiligen Stephan als Kirche geweiht und aus diesem Anlass eine große Zahl der Reliefs im Tempel zerstört. Auch das Bildnis des Mandulis am Hadrianstor wurde, bis auf dessen Krone, den Schurz und das Anch-Zeichen in der Hand, ausgehackt.

## Inschriften

### Hieroglypheninschrift

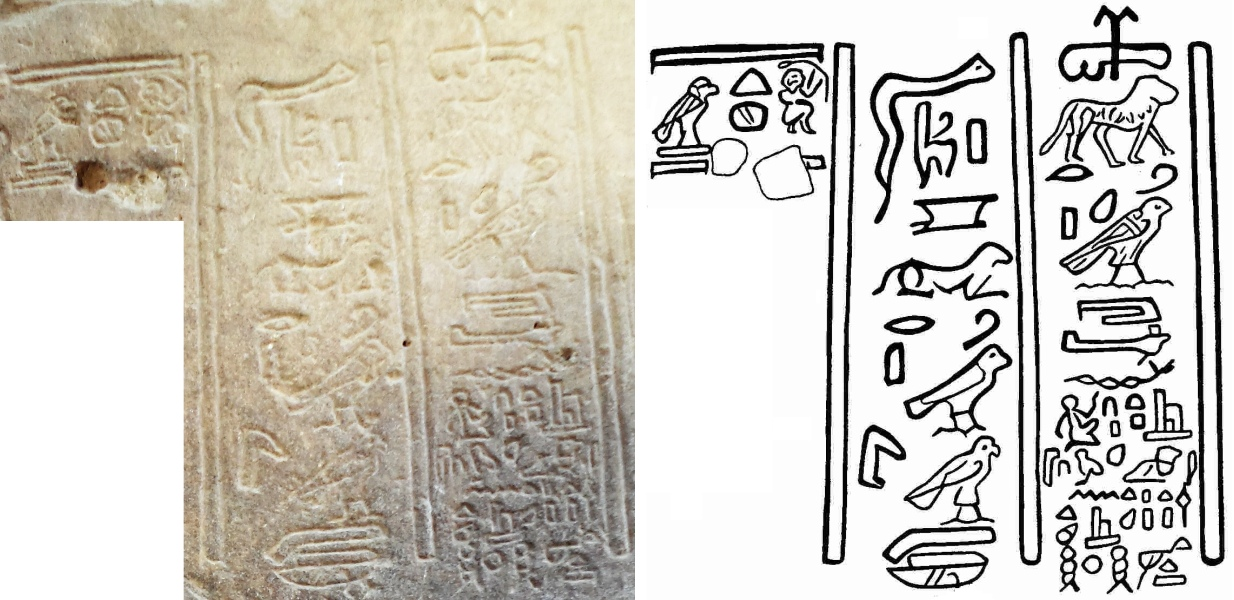
Hieroglypheninschrift

Inschrift:
Transkription:
m-b3ḥ Mrwr s3 Ḥr.w m-ˁ=f 3s.t-md-jḫm s3 3s.t-md ḥm-nṯr-sn.nw n 3s.t ḏ.t nḥḥ ḏd-mdw.w jn Mrwr nb j3.t-wˁb.t nṯr ˁ3
Übersetzung:
„Vor Mandulis, Sohn des Horus, [gemacht] von Esmet-Achom, dem Sohne des Esmet, zweiter ḥm-Priester der Isis, für alle Ewigkeit. Zu rezitieren durch Mandulis, den Herrn des Abatons, den großen Gott.“

### Demotische Inschrift
Übersetzung:

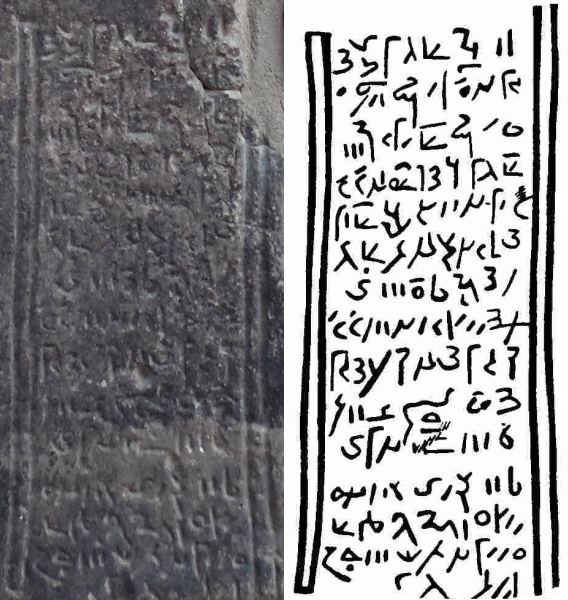
Demotische Inschrift

„Ich bin Esmet-Achom, Schreiber des Schriftenhauses der Isis, Sohn des Esmet-Panechetut, des zweiten ḥm-Priesters der Isis; dessen Mutter Asetweret ist. Ich habe die Arbeit an diesem Mandulisbild für die Ewigkeit ausgeführt, denn er ist wohlwollend mir gegenüber. Am Geburtstag des Osiris, am Feste desselbigen, im 110. Jahr.“